# مور ریور
مور ریور (به انگلیسی: Moore River) رودخانه‌ای است که در استرالیا جریان دارد.